# Altopascio
Altopascio település Olaszországban, Toszkána régióban, Lucca megyében. Lakosainak száma 15 784 fő (2023. január 1.). Altopascio Capannori, Castelfranco di Sotto, Fucecchio, Montecarlo, Porcari, Bientina és Chiesina Uzzanese községekkel határos.

## Népesség
A település népességének változása:
| Lakosok száma | 15 469 | 15 572 | 15 784 |
|               | 2017   | 2018   | 2023   |